# Jadwiga i Stanisław Soleccy

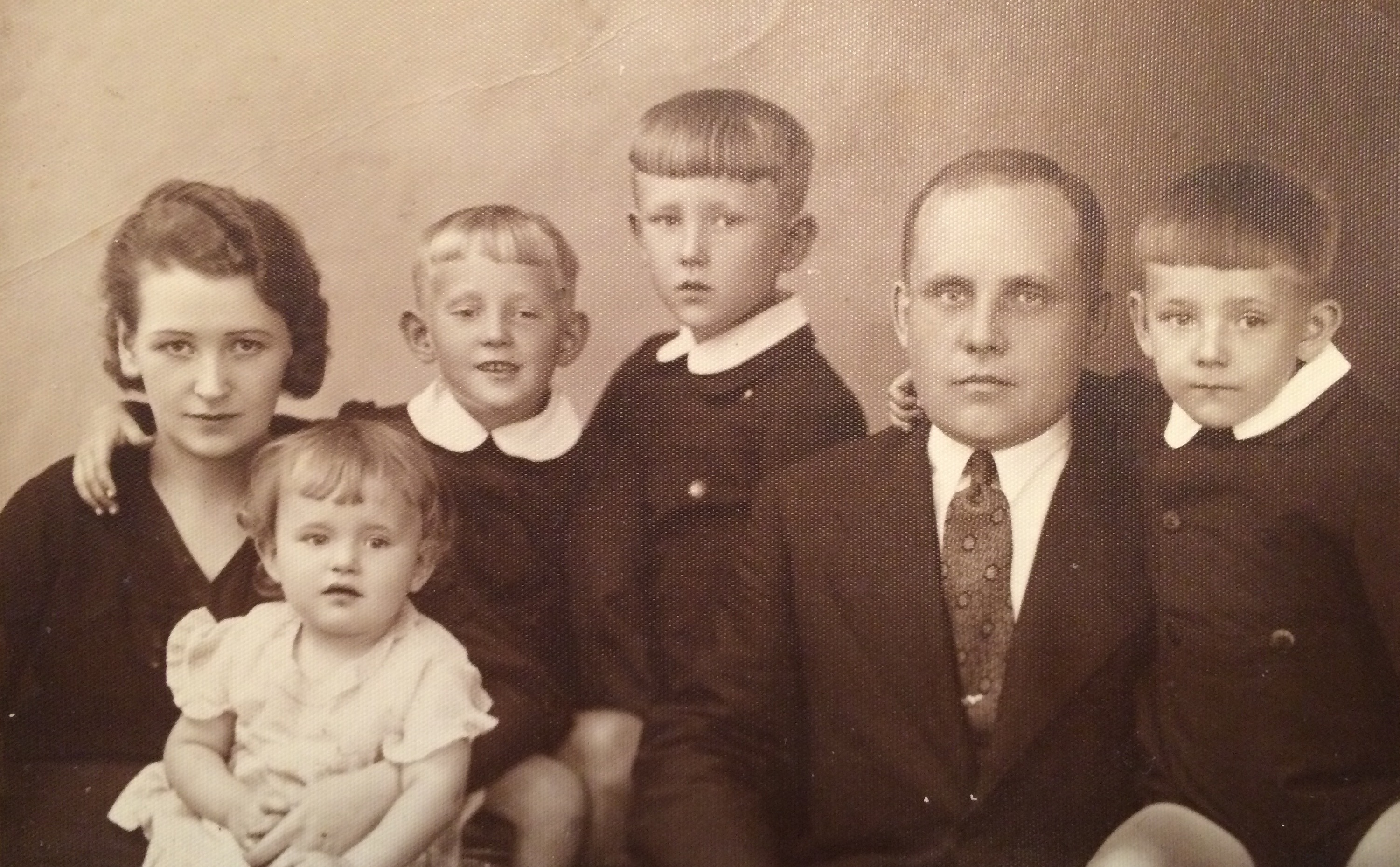
Jadwiga i Stanisław Ostoja-Soleccy z dziećmi

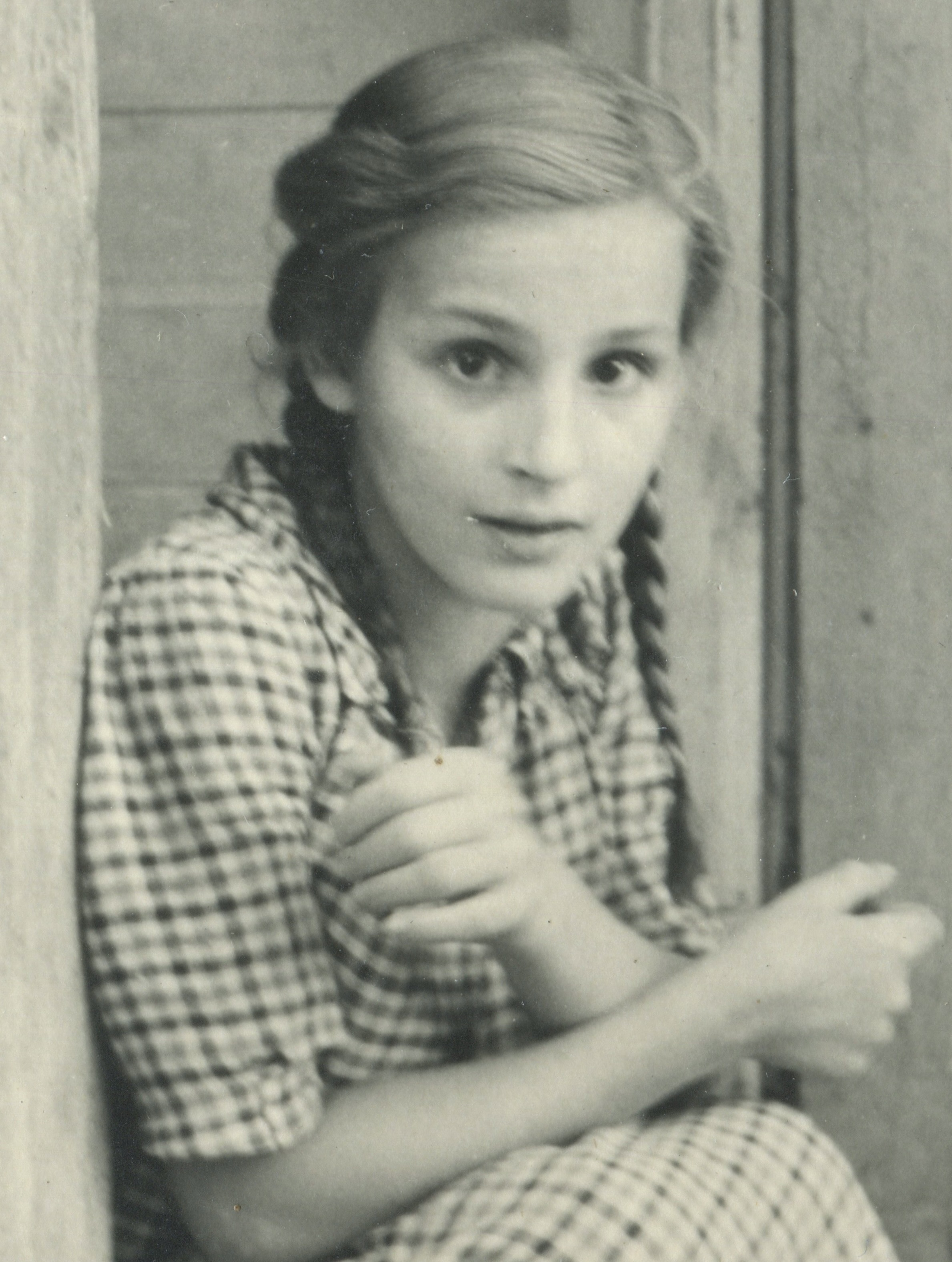
Marlena Wagner, dziewczynka ocalona przez Soleckich

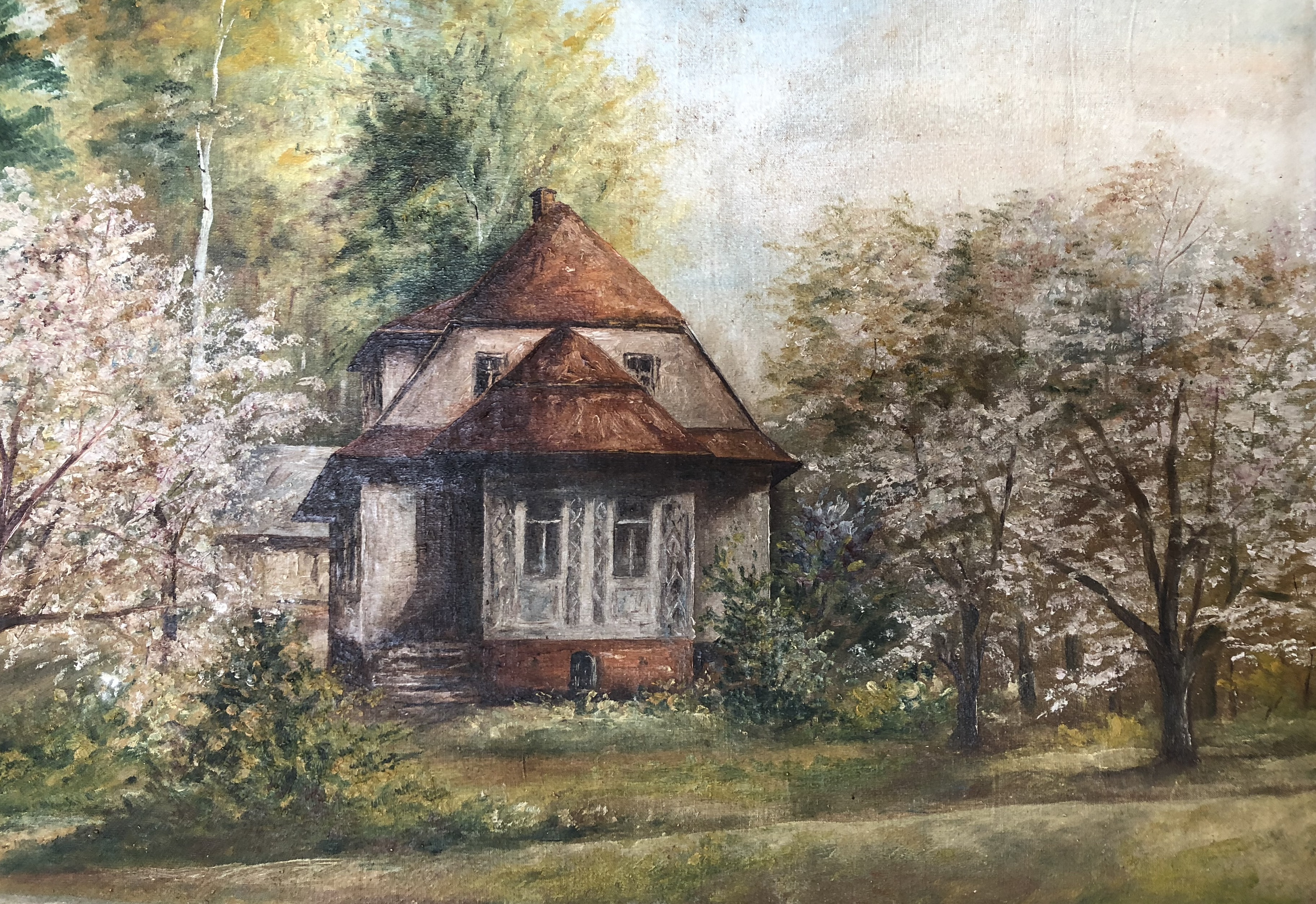
Dom w Korczynie, w którym Soleccy ukrywali Marlenę Wagner

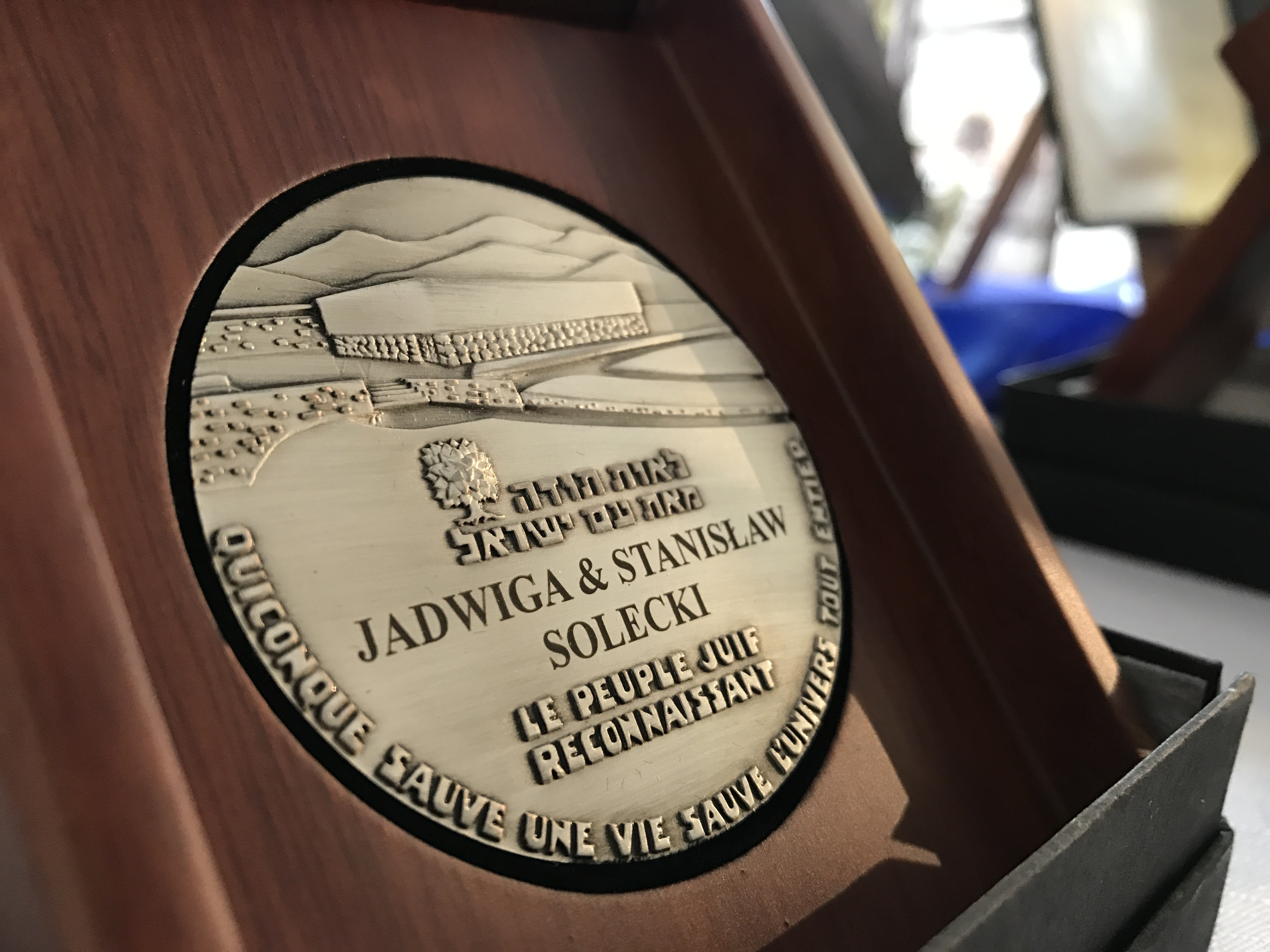
Medal „Sprawiedliwi wśród Narodów Świata” przyznany rodzinie Soleckich

Jadwiga Solecka z domu Grochmal (ur. 11 stycznia 1907 w Krasnej, zm. 29 kwietnia 1985 w Korczynie) i Stanisław Solecki h. Ostoja (ur. 25 sierpnia 1900 w Korczynie, zamordowany 22 kwietnia 1945 w Komborni) – polscy Sprawiedliwi Wśród Narodów Świata odznaczeni za ukrywanie podczas wojny i ocalenie z Holocaustu żydowskiej dziewczynki, Marleny Wagner.

## Życiorys

### Losy przedwojenne
Jadwiga Solecka urodziła się 11 stycznia 1907 roku w Krasnej w dzisiejszym województwie podkarpackim jako córka Michała Grochmala i Heleny z domu Zając. Jej bratem był Stanisław Józef Grochmal, profesor medycyny, działacz społeczny, rektor Wyższej Szkoły Wychowania Fizycznego w Krakowie i wykładowca Akademii Medycznej im. Mikołaja Kopernika.
Stanisław Ostoja-Solecki urodził się 25 sierpnia 1900 w Korczynie w dzisiejszym województwie podkarpackim jako syn Tytusa Ostoja-Soleckiego i Wiktorii z domu Bernackiej, dyrektorki miejscowej szkoły. Był inżynierem chemii, absolwentem Politechniki Lwowskiej.
Do września 1939 roku Stanisław Solecki pracował jako Naczelnik Wydziału Akcyz i Monopoli Państwowych w Izbie Skarbowej w Białymstoku.

### Ukrywanie Żydów
Po wybuchu wojny rodzina wyjechała z Białegostoku do Korczyny, gdzie zamieszkała w okazałym domu Wiktorii Soleckiej i utrzymywała się z kilkuhektarowego gospodarstwa ogrodniczo-sadowniczego.
Stanisław Solecki zaangażowany był w działalność w strukturach Polskiego Państwa Podziemnego, był oficerem rezerwy w Armii Krajowej. Na przełomie 1941 i 1942 roku reprezentant korczyńskich Żydów poprosił Stanisława Soleckiego o przejęcie magazynu towarów żelaznych, żeby zabezpieczyć mienie żydowskie na wypadek konfiskaty. Dochody z tej działalności były przeznaczane na pomoc Żydom m.in. w getcie w Krośnie i w Rzeszowie.
W 1943 roku Soleccy mieli piątkę dzieci: 15-letniego Jerzego, 13-letniego Stanisława, 11-letniego Wiktora, 8-letnią Marię i rocznego Andrzeja. Rok później na świat przyszła Anna. W domu mieszkała również Wiktoria Solecka oraz służąca, Jadwiga Bajgrowicz.
W sierpniu 1942 roku Jadwiga i Stanisław przyjęli pod dach żydowską dziewczynkę, 11-letnią Marlenę Wagner, córkę Samuela Wagnera i Gitli z Takslów. Jej matka prawdopodobnie zginęła w pogromie, ojciec wyjechał do Rosji jeszcze w 1939 roku. Dla bezpieczeństwa, Marlena posługiwała się imieniem Zosia. Dziewczynka przez większość czasu ukrywała się pod deskami na niewykończonym strychu domu Soleckich.

„Była to dziewczynka inteligentna, bystra, mądra i rozumiała doskonale swoją sytuację. Miała zrobiony na strychu schowek z desek ułożonych tam od dawna, gdzie w razie potrzeby umykała. Zwyczajnie zaś siedziała na strychu dość widnym, czytała książki i różne pisma w olbrzymi stos tam złożone lub pomagała w jakiejś domowej mojej pracy. Łuskała groch, obierała ziemniaki lub coś szyła. Dla zabicia czasu bawiła się też lalkami lub rozwiązywała zadania matematyczne. Zaś do spania wślizgiwała się obowiązkowo pod ten stos desek, do dobrze zamaskowanego legowiska. Umówiona była w ten sposób, że gdyby posłyszała jakiś ruch w mieszkaniu czy zajeżdżające przed dom auto lub nawet przystające na szosie, miała zaraz uciekać do swojej kryjówki. Jedzenie wynosiło się jej na strych, nie szczędząc owoców, których zawsze było pod dostatkiem. Dziewczynka przyzwyczaiła się szybko do nowego trybu życia i nie narzekała nigdy. Niemiecka policja stale węszyła po całej wsi, ale jakoś nam się udawało wszelkie niebezpieczeństwa w porę zażegnywać. Nikt się nawet nie domyślał, co się u nas działo i kogo mieliśmy”

24 marca 1944 roku w nieodległej wsi Markowa Niemcy za udzielanie pomocy Żydom wymordowali polską rodzinę - Józefa Ulmę, jego ciężarną żonę Wiktorię, szóstkę ich dzieci - z której najmłodsze liczyło półtora roku - oraz ośmioro ukrywanych przez nich Żydów, w tym dwie kobiety i dziecko. Informacja o masakrze na rodzinie Ulmów wywarła wstrząsające wrażenie na miejscowej ludności, dotarła także do rodziny Soleckich, którzy jednak - mimo świadomości grożących im represji - nie zaniechali ukrywania Marleny. Rodziny nie opuściła także ich służąca, Jadwiga Bajgrowicz.
Oprócz Marleny, Stanisław Solecki pomagał także przetrwać Holocaust co najmniej trzem innym Żydom, w tym kilkuletniemu chłopcu, którego na wypadek niemieckiej rewizji ukrywał w beczce. Wcześniej Soleccy gościli w domu Teodora Bucholza, korczyńskiego lekarza. Stanisław Solecki zapewnił Bucholzowi fałszywe dokumenty, dzięki którym doktor opuścił miejscowość jeszcze przed pogromem i dotarł do Warszawy.

### Okres powojenny
Po nadejściu Sowietów, Stanisław Solecki został komisarycznym wójtem Korczyny. 22 kwietnia 1945 roku do drzwi domu Soleckich zapukało trzech mężczyzn, którzy wywabili Stanisława Soleckiego pod pretekstem załatwienia pilnych spraw w gminie. Wójt nie wrócił na noc do domu. Kilka dni później ciało Stanisława Soleckiego noszące znamiona tortur znaleziono w lesie w okolicznej Komborni. Miejsce brutalnego morderstwa upamiętnia metalowy krzyż. Tożsamość i motywy sprawców do dzisiaj nie zostały ostatecznie wyjaśnione.
W 1945 roku po Marlenę zgłosił się Jeszajahu Drucker, polski oficer zajmujący się wyszukiwaniem osieroconych, żydowskich dzieci. Dziewczyna wyjechała do Stanów Zjednoczonych i zamieszkała u krewnych w Nowym Jorku. W 1957 roku na stałe wyemigrowała do Izraela. Przybrała imię Madeleine. Kontakt między rodzinami urwał się i został ponownie nawiązany dopiero w 2014 roku z inicjatywy Andrzeja, wnuka Jadwigi i Stanisława Soleckich.
27 lutego 2017 roku Madeleine Wagner-Alster wróciła do Korczyny po 70 latach, żeby – w towarzystwie swoich dzieci i wnuków – jeszcze raz zobaczyć dom, w którym ocalono jej życie. Dzień później wraz z rodziną wzięła udział w ceremonii odznaczenia Jadwigi i Stanisława Soleckich, podczas której osobiście wręczyła medal Sprawiedliwych Wśród Narodów Świata najstarszemu żyjącemu synowi uhonorowanych.
Madeleine Wagner-Alster zmarła we śnie, otoczona bliskimi, 29 czerwca 2018 roku.

## Upamiętnienie
25 sierpnia 2015 roku, na podstawie złożonego przez Madeleine Wagner-Alster świadectwa, Jadwiga i Stanisław Ostoja-Soleccy zostali pośmiertnie uhonorowani przez Instytut Jad Waszem w Jerozolimie odznaczeniem Sprawiedliwych Wśród Narodów Świata. Uroczystość wręczenia medalu odbyła się w obecności ambasador Izraela w Polsce Anny Azari 28 lutego 2017 roku w synagodze w Dzierżoniowie.
25 marca 2019 roku prezydent Polski Andrzej Duda odznaczył Jadwigę i Stanisława Soleckich Krzyżem Komandorskim Orderu Odrodzenia Polski za bohaterską postawę i niezwykłą odwagę wykazaną w ratowaniu życia Żydom podczas II wojny światowej oraz za wybitne zasługi w obronie godności, człowieczeństwa i praw ludzkich.
Historia ocalenia Marleny Madeleine Wagner znalazła się w wydanym w 1967 roku zbiorze relacji pt. Ten jest z Ojczyzny mojej. Polacy z pomocą Żydom. 1939–1945 autorstwa Władysława Bartoszewskiego i Zofii Lewinówny.
W lutym 2017 prawnuk Jadwigi i Stanisława Soleckich, dziennikarz i reżyser Mateusz Kudła, rozpoczął produkcję filmu dokumentalnego pt. Mady przedstawiającego historię ocalenia Madeleine Wagner-Alster.